# Sin and Punishment: Successor of the Skies
Sin and Punishment: Successor of the Skies (罪と罰 宇宙の後継者?, Tsumi to Batsu: Sora no Kōkeisha), anche noto come Sin & Punishment: Star Successor è un videogioco del genere sparatutto a scorrimento sviluppato da Treasure e pubblicato nel 2009 da Nintendo per Wii. Seguito di Sin and Punishment per Nintendo 64, il titolo è stato distribuito insieme al suo predecessore per Wii U nel 2015 tramite Virtual Console.